# Strategischer Zug
In der Spieltheorie ist ein strategischer Zug eine Handlung, mit der ein Akteur anderen durch die Bekanntgabe seiner Entscheidung zuvorkommt. Die eigene Antwortregel liegt fest, bevor die Gegenseite ihren Zug macht. Der strategische Zug besteht aus den Elementen Aktionsplan und Selbstbindung.

## Arten von strategischen Zügen

Überblick strategische Züge

Strategische Züge haben zum Ziel, Erwartungen des Gegners über das eigene künftige Handeln zu verändern. Sie sollen den Gegenspieler so beeinflussen, dass sich dessen Aktionen zum eigenen Vorteil entwickeln. Die entscheidende Eigenschaft besteht darin, dass ein solcher Zug die eigene Handlungsfreiheit absichtlich beschränkt, denn fehlende Handlungsfreiheit hat strategischen Wert.
Es gibt zwei Arten von strategischen Zügen, die unbedingten und bedingten Züge.

### Unbedingte Züge
Das wesentliche Merkmal eines unbedingten Zuges ist, dass die Handlungen der Spieler aus strategischen Gründen bewusst nacheinander stattfinden. Das heißt, ein Spieler agiert uneingeschränkt und unabhängig von den Handlungen seiner Gegner.

### Bedingte Züge
Bedingte strategische Züge sind im Wesentlichen dadurch gekennzeichnet, dass man im Spiel einen strategischen Vorteil erlangen kann, selbst wenn man nicht den ersten Zug macht. Noch vor dem Zug der anderen Spieler wird festgelegt, wie man auf deren Aktionen reagieren wird. Diese Festlegung muss den betroffenen Parteien bewusst gemacht werden. Dies schränkt allerdings die eigene Handlungsfähigkeit für den eigenen Zug ein, weil den Gegnern vorher bereits bekannt gemacht wurde, mit welcher Aktion diese zu rechnen haben. Aber genau dieses Handeln kann zu einem strategischen Vorteil werden. Mit dieser sogenannten Antwortregelung wird die Reaktion so festgelegt, wie sie ohne Antwortregelung nie stattfinden würde. Die festgelegte Handlung kann gar nicht angemessen sein, da, wenn sie es wäre, die Antwortregelung keinen Nutzen hätte.

## Glaubwürdigkeit von strategischen Zügen
Hat sich ein Spieler auf einen bestimmten Aktionsplan festgelegt, so muss er diesen auch seinem Gegner gegenüber glaubhaft machen. Dies kann durch folgende Verhaltensweisen geschehen:
DrohungDas Ankündigen einer unangenehmen Maßnahme bzw. Auswirkung für den Gegenspieler im Fall der Nicht-Kooperation.
VersprechenEin Versprechen bindet eine Handlung des Gegenspielers an eine Belohnung. Es gibt erzwingende und abschreckende Versprechen.
WarnungEine Warnung wird in der Spieltheorie eingesetzt, um andere über die Konsequenzen ihrer Handlungen zu informieren. Mit der Warnung kann ein Akteur keine Handlung seines Gegners erzwingen, sondern nur über die Konsequenzen informieren.
BeteuerungWird in der Spieltheorie verwendet, wenn es im Interesse des Spielers liegt, ein Versprechen einzulösen.

## Beispiel
Die Kriegstaktik der verbrannten Erde zählt zu den strategischen Zügen. Dabei wird dem Gegner vorab mitgeteilt, dass im Falle eines Angriffs auf eine Region nichts hinterlassen wird, was dem Angreifer in irgendeiner Art und Weise nutzen könnte. Um dem Gegner sein Handeln plausibel zu machen, muss der strategische Zug einen Aktionsplan enthalten sowie eine glaubwürdige Bindung an diesen Plan, die sogenannte Selbstbindung. Die Glaubwürdigkeit dieser Drohung kann dadurch sichergestellt werden, dass der Oberkommandierende einen Befehl ausgibt, wonach die Armee im Falle eines Angriffes alles mit potentiellem Nutzen für den Feind zerstören soll.

## Belege
1. ↑  Dixit, Spieltheorie für Einsteiger, S. 118
2. ↑  vgl. Dixit/Nalebuff, Spieltheorie für Einsteiger, S. 120
3. ↑  vgl. Dixit/Nalebuff, Spieltheorie für Einsteiger, S. 122
4. 1 2  Dixit, A. / Nalebuff, B., Spieltheorie für Einsteiger, 1997, Seite 124
5. ↑  vgl. Dixit/Nalebuff, Spieltheorie für Einsteiger, S. 117